# Het nest van de Marsupilami's
Het nest van de Marsupilami's is het twaalfde stripalbum uit de reeks Robbedoes en Kwabbernoot. Naast het hoofdverhaal bevat het album ook het kortverhaal Boeven op de kermis. Tekst en tekeningen zijn van André Franquin.
Het album verscheen in 1960 bij uitgeverij Dupuis.

## Inhoud

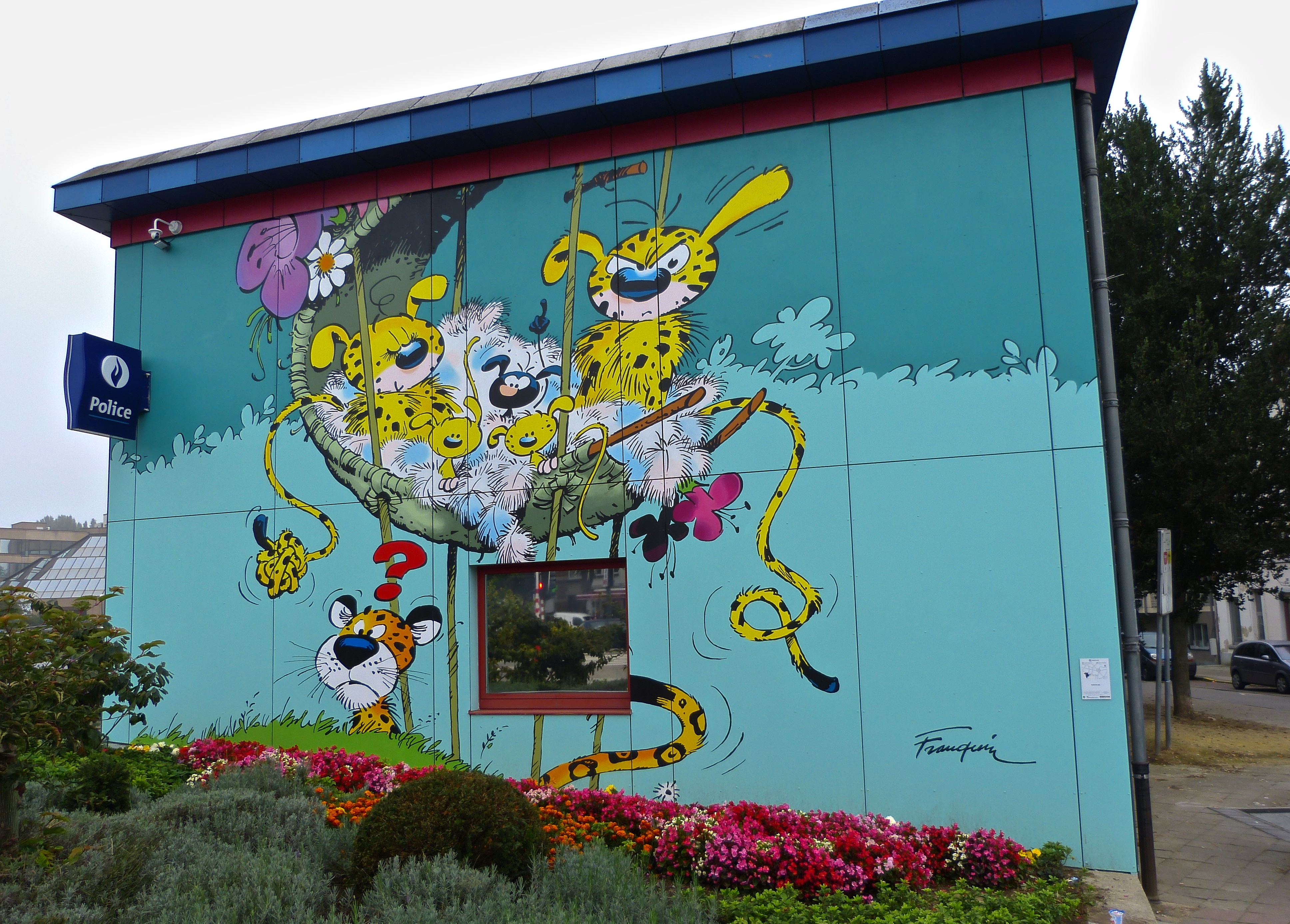
Het Marsupilami-nest zoals dat in het verhaal voorkomt, uitgebeeld op een stripmuur in Brussel

### Het nest van de Marsupilami's
Robbedoes en Kwabbernoot wonen een conferentie bij gehouden door de journaliste IJzerlijm. Ze draait haar film af, een compilatie van door haarzelf gemaakte opnames in de jungle van het Zuid-Amerikaanse Palombië. In de film wordt getoond hoe een Marsupilami een wijfje ontmoet en drie jongen krijgt. Een jaguar probeert herhaaldelijk het nest aan te vallen, maar zonder succes.
Robbedoes en Kwabbernoot weten dankzij de film dat hun eigen Marsupilami weliswaar zeldzaam, maar niet helemaal uniek in de wereld is.

### Boeven op de kermis
In het tweede verhaal verijdelt Robbedoes een kidnapping die door een bende met een kermis meereizende boeven wordt beraamd.

## Context
Het hoofdverhaal Het nest van de Marsupilami's verscheen vanaf 24 januari 1957 in afleveringen in het weekblad Spirou / Robbedoes. Het is een atypisch verhaal. Robbedoes en Kwabbernoot zijn grotendeels toeschouwers.
Isabelle, de dochter van Franquin, en de toenmalige hoofdredacteur van Spirou, Yvan Delporte, legden een verband tussen dit verhaal en de zwangerschap van de echtgenote van André Franquin. De samenloop zou niet toevallig zijn.